# Defender of the Crown
Defender of the Crown és un videojoc d'estratègia ambientat a l'Edat Mitjana. El jugador es posa a la pell d'un cavaller i ha d'anar expandint els seus territoris en un mapa similar a Anglaterra. Per a això ha d'anar reclutant tropes i vencent en proves per guanyar experiència. Les proves imiten un torneig medieval, el tir amb arc o l'assetjament a un castell. A cada torn es poden fer una sèrie d'accions com moure l'exèrcit, comprar millores, participar en proves o desafiar els enemics. El joc té una atmosfera propera als contes, per això es pot rescatar a una princesa captiva (i aconseguir or) o demanar ajuda a Robin Hood. El desenvolupament del joc és proper als jocs de taula de guerra, com el Risk.